# Paepalanthus dennisii
Paepalanthus dennisii är en gräsväxtart som beskrevs av Harold Norman Moldenke. Paepalanthus dennisii ingår i släktet Paepalanthus och familjen Eriocaulaceae. Inga underarter finns listade i Catalogue of Life.